# Derby północnego Londynu w piłce nożnej
Derby północnego Londynu (ang. North London derby) – spotkanie rozgrywane pomiędzy zespołami Arsenalu i Tottenhamu Hotspur. Nazwa pochodzi od regionu, w którym siedzibę mają obydwa zespoły.

## Historia
Pierwszy mecz pomiędzy klubami został rozegrany 19 listopada 1887 roku, kiedy to Arsenal grał pod nazwą Royal Arsenal. Miał on charakter towarzyski i został zakończony na 15 minut przed końcem spotkania, z powodu zachodzącego słońca. Tottenham wygrywał wówczas 2:1. Pierwsze spotkanie ligowe zostało natomiast rozegrane 4 grudnia 1909 roku, kiedy to obydwa kluby grały w First Division. Zakończyło się ono zwycięstwem Arsenalu 1:0.
Prawdziwa rywalizacja między klubami rozpoczęła się, kiedy Arsenal w roku 1913 przeniósł się z Manor Ground na Highbury. Stadion ten oraz obiekt Tottenhamu, White Hart Lane dzieliły cztery mile. Tym samym Royal Arsenal stał się najbliższym przeciwnikiem Tottenhamu. Jako drużyny z północnej części Londynu zmierzyli się oni 22 sierpnia 1914 roku w turnieju War Relief Fund. Arsenal grał wtedy w Second Division, zaś Tottenham w najwyższej lidze. Kluby zaczęły ze sobą grać regularnie w czasie I wojny światowej w ramach rozgrywek London Combination.
Po wojnie rywalizacja drużynami wzrosła. First Division miała zostać rozszerzona o dwa zespoły a federacja postanowiła zorganizować spotkanie, na którym te dwie drużyny zostaną wybrane przez głosowanie. Pierwszy wybór padł na Chelsea F.C., która zajmowała wówczas 19. miejsce w lidze i powinna spaść do Second Division. Na drugą pozycję kandydował Tottenham, Barnsley oraz Arsenal.
Pierwsze miejsce w głosowaniu zajął ten ostatni klub z 18 punktami na koncie, drugi był Tottenham. Mówiło się, że prezes Arsenalu, Henry Norris umawiał się z przedstawicielami federacji ale nie zostało to udowodnione. Awans największego przeciwnika bardzo zdenerwował władze Tottenhamu oraz ich kibiców, mimo że w takiej samej sytuacji jak Arsenal 11 lat wcześniej znalazł się klub z White Hart Lane.
W sezonie 1919/1920 klub ten powrócił do First Division i derby znów zaczęły być regularnie rozgrywane. Były one bardzo ostre i po spotkaniu ze września 1922 roku federacja postanowiła, że będą one rozgrywane bez udziału kibiców. W latach 1928–1933 oraz 1935-1950 Tottenham grał w drugiej lidze, co spowodowało ograniczenie derbów. Stosunki jednak poprawiły się po tym, jak po II wojnie światowej Tottenham zgodził się, aby Arsenal rozgrywał mecze na White Hart Lane zamiast na Highbury, gdzie znajdował się ośrodek obrony cywilnej, który został później zbombardowany.
Od roku 1950 był jeden sezon (1977/1978), w którym obydwie drużyny nie grały w jednej lidze. Od tego czasu derby są regularnie rozgrywane. Niektóre derby decydowały o mistrzostwie kraju, zaś inne były meczami w pucharach krajowych.

## Statystyki
Stan na 3 maj 2021
| Rozgrywki     | Mecze | Wygrane Arsenalu | Remisy | Wygrane Tottenhamu |
| ------------- | ----- | ---------------- | ------ | ------------------ |
| Liga          | 168   | 67               | 47     | 54                 |
| Puchar Anglii | 6     | 4                | 0      | 2                  |
| Puchar Ligi   | 14    | 7                | 3      | 4                  |
| Inne          | 1     | 0                | 1      | 0                  |
| Łącznie       | 189   | 78               | 51     | 60                 |